# IC 5271
IC 5271 — галактика типу Sb (компактна витягнута галактика) у сузір'ї Південна Риба.
Цей об'єкт міститься в оригінальній редакції індексного каталогу.